# Grand Prix Španělska 2022
Grand Prix Španělska 2022 (oficiálně Formula 1 Pirelli Gran Premio de España 2022) se jela na okruhu Circuit de Catalunya v Montmeló ve Španělsku dne 22. května 2022. Závod byl šestým v pořadí v sezóně 2022 šampionátu Formule 1.

## Pneumatiky
Dodavatel pneumatik Pirelli pro tento závod dodá pneumatiky s označením C1, C2 a C3 (tvrdé, střední a měkké).

## Tréninky
Před kvalifikací se konaly tři volné tréninky, první dva v pátek 20. května ve 14:00 a 17:00 místního času, třetí trénink v sobotu 21. května ve 13:00 místního času.
Do prvního tréninku povolal Williams Nycka de Vriese, který nahradil Alexandera Albona, Red Bull Jüriho Vipse, který nahradil Sergia Péreze a Alfa Romeo Roberta Kubicu, který nahradil Čou Kuan-jü. Kubica svého týmového kolegu Valtteriho Bottase porazil o více než půl vteřiny, de Vries porazil Nicholase Latifiho o necelou desetinu vteřiny, zatímco Vips skončil poslední a jeho týmový kolega Max Verstappen byl o necelé čtyři vteřiny rychlejší než on.
V prvním, druhém a třetím tréninku byl nejrychlejší Charles Leclerc.

## Kvalifikace
Kvalifikace začala v sobotu 21. května v 16:00 místního času a trvala jednu hodinu. Pole position získal Leclerc. Verstappen nedokončil své poslední rychlé kolo kvůli technickým problémům.

## Závod
Závod začal v neděli 22. května v 15:00 místního času a jel se na 66 kol. Závod vyhrál Verstappen. Závod nedokončili Leclerc a Čou.